# Florian Graf (Politiker, 1890)
Florian Graf (* 27. Januar 1890 in Lasselsdorf, Steiermark; † 19. August 1951 ebenda) war ein österreichischer Politiker der Christlichsozialen Partei (CSP).

## Ausbildung und Beruf
Nach dem Besuch der Pflichtschulen wurde er Landwirt.

## Politische Funktionen
- 1935–1938 und 1945–1951: Bürgermeister von Lasselsdorf

## Politische Mandate
- 2. Dezember 1930 bis 2. Mai 1934: Abgeordneter zum Nationalrat (IV. Gesetzgebungsperiode), CSP

## Sonstiges
Im Zuge des nationalsozialistischen Juliputsches wurden Graf und sein Knecht am 25. Juli 1934 Opfer eines besonders brutalen Überfalls. An diesem Tag erschienen gegen 16.00 Uhr sechs Nationalsozialisten beim Bauernhof des einstigen Nationalrats der Christlichsozialen Partei in Lasselsdorf, um die dort verwahrten Gewehre des Österreichischen Heimatschutzes zu rauben. Dabei wurden Graf und sein Knecht durch Schüsse in die oberen Extremitäten schwer verletzt. Nur dem Flehen seiner Gattin verdankte es Graf, der zu verbluten drohte, dass die Aufrührer davon absahen ihn nach Stainz „in den Arrest“ mitzunehmen und ihn stattdessen einen Arzt aufsuchen ließen.
Florian Graf war während des Zweiten Weltkriegs in Haft.